# ۳ قنطورس
۳ قنطورس یک ستاره است که در صورت فلکی قنطورس قرار دارد.